# Эзель (Эна)
Эзе́ль (фр. Aizelles) — коммуна во Франции, находится в регионе Пикардия. Департамент коммуны — Эна. Входит в состав кантона Гиньикур. Округ коммуны — Лан.
Код INSEE коммуны — 02007.

## Население
Население коммуны на 2010 год составляло 112 человек.
| 1962 | 1968 | 1975 | 1982 | 1990 | 1999 | 2010 |
| ---- | ---- | ---- | ---- | ---- | ---- | ---- |
| 130  | 105  | 92   | 85   | 81   | 94   | 112  |

## Экономика
В 2010 году среди 76 человек трудоспособного возраста (15—64 лет) 54 были экономически активными, 22 — неактивными (показатель активности — 71,1 %, в 1999 году было 65,1 %). Из 54 активных жителей работали 48 человек (25 мужчин и 23 женщины), безработных было 6 (3 мужчин и 3 женщины). Среди 22 неактивных 6 человек были учениками или студентами, 9 — пенсионерами, 7 были неактивными по другим причинам.